# Fabian van Dijck
Fabian van Dijck (Paramaribo, 29 november 1989) is een Surinaams voetballer die speelt als middenvelder.

## Carrière
Van Dijck begon zijn carrière bij SV Robinhood waar hij twee seizoenen speelde van 2007 tot 2009. Hij maakte de overstap naar SV Walking Boyz waar hij tot in 2014 speelde en in 2013 de beker mee won. In het seizoen 2014/15 zette hij een stap terug naar de tweede klasse en ging spelen voor Jong Rambaan waarmee hij het seizoen erop promotie afdwong naar de hoogste klasse. Na 10de te zijn geworden zette hij opnieuw een stap terug naar de derde klassen en SCV Bintang Lair waarmee hij op twee jaar tijd opnieuw het hoogste niveau wist te halen.
Hij speelde tussen 2010 en 2011 zes interlands voor Suriname.

## Erelijst
- Surinaamse voetbalbeker: 2012/13